# Devis Da Canal
Devis Da Canal (Vipiteno, 18 luglio 1976) è un ex biatleta italiano.

## Biografia
In Coppa del Mondo ottenne il primo risultato di rilievo il 12 dicembre 1998 a Hochfilzen (28°) e il primo podio il 17 marzo 2000 a Chanty-Mansijsk (2º).
In carriera prese parte a un'edizione dei Giochi olimpici invernali, Salt Lake City 2002 (68° nella sprint, 16° nella staffetta) e a tre dei Campionati mondiali (5º nella staffetta a Oslo/Lahti 2000 il miglior piazzamento).

## Palmarès

### Coppa del Mondo
- Miglior piazzamento in classifica generale: 32º nel 2000
- 2 podi (1 individuale, 1 a squadre[1]):
  - 1 secondo posto (individuale)
  - 1 terzo posto (a squadre)

### Campionati italiani
- 6 medaglie:
  -  3 argenti (partenza in linea nel 2000; inseguimento nel 2002; inseguimento nel 2004)
  -  3 bronzi (sprint, inseguimento nel 1999; individuale nel 2002)[senza fonte]